# Hhadydia Minte
Hhadydia Minte (Parigi, 16 marzo 1991) è un'ex cestista francese.

## Carriera
Con la Francia ha disputato i Campionati europei del 2017.